# Melanto di Atene
Nella mitologia greca, Melanto o Melantio (in greco antico: Μελάνθος?, Melánthos) era il nome di uno degli ultimi re di Atene.

## Il mito
Melanto era uno dei figli del re della Messenia, Andropompo (a sua volta figlio di Boro) e di sua moglie Enioche. Melanto successe ad Andropompo sul trono, ma ne fu scacciato dai discendenti di Eracle, i cosiddetti Eraclidi, i quali invasero la Messenia e la capitale Pilo. Melanto riuscì a fuggire e giunse ad Atene, città di cui era re Timete, ultimo discendente di Teseo. Atene era in guerra con la Beozia per il possesso di alcuni demi di frontiera. Di comune accordo, i due re, Timete e Xanto (re della Beozia), decisero di risolvere il conflitto attraverso una monomachia, ossia un combattimento corpo a corpo fra i due. Tuttavia, poiché Timete era troppo vecchio, affermò che avrebbe ceduto lo scettro a chiunque potesse battere Xanto. Così gli ateniesi elessero come campione Melanto, promettendogli la successione.
Nel duello finale fra Xanto (in greco: Ξάνθος = biondo) e Melanto (in greco: Μελάνθος = dai capelli neri), quest'ultimo vinse il duello col beota grazie a un inganno (ἀπάτη in greco). Al momento del duello apparve infatti dietro Xanto una figura nera (Dioniso Melanego). Melanto, credendo che si trattasse di un guerriero chiamato da Xanto per dargli man forte, rimproverò il re tebano, accusandolo di aver violato i patti che prevedevano un duello. Xanto, che non sapeva nulla di questo guerriero, si girò per guardarlo; Melanto allora approfittò di questo momento di distrazione di Xanto per trafiggerlo con la lancia.
Secondo il mito, l'etimologia delle Apaturie era legata all'ἀπάτη, all'inganno di Melanto.

### Pareri secondari
Alcuni autori confondono Melanto con suo padre.